# Estación de Sonceboz-Sombeval
La estación de Sonceboz-Sombeval es la principal estación ferroviaria de la comuna suiza de Sonceboz-Sombeval, en el Cantón de Berna.

## Historia y situación
La estación fue abierta en el año 1874, cuando se abrió el tramo Biel/Bienne - Sonceboz-Sombeval - Tavannes  de la línea que pretendía unir Biel/Bienne con Basilea, así como Sonceboz-Sombeval - Convers del ramal hacia La Chaux-de-Fonds.
La estación se encuentra situada a medio camino entre las localidades de Sonceboz y Sombeval, ubicándose hacia el sur de las mismas. Cuenta con seis vías pasantes y de dos andenes, además de con un pequeño cobertizo para guardar locomotoras, actualmente sin uso frecuente.

## Servicios ferroviarios
Los servicios son operados por SBB-CFF-FFS. En la estación paran servicios de ámbito regional.

### Regionales
- RE La Chaux-de-Fonds - Biel/Bienne. Servicios cada hora, parando únicamente en las principales comunas.
- R Sonceboz-Sombeval - Moutier - Soleura. Un tren cada hora y sentido.[1]
- R Sonceboz-Sombeval - Malleray-Bévilard. Existe un tren por hora y sentido, y son unos servicios regionales cortos que complementan en el tramo Sonceboz-Sombeval - Malleray-Bévilard a los trenes Regio Sonceboz-Sombeval - Soleura.
- R La Chaux-de-Fonds - Biel/Bienne. Servicios cada hora. Complementa al tren RegioExpress que cubre el mismo trayecto, haciendo más paradas que este y por consecuente, teniendo un incremento en el tiempo de viaje.